# Souyeaux
Souyeaux – miejscowość i gmina we Francji, w regionie Oksytania, w departamencie Pireneje Wysokie.
Według danych na rok 1990 gminę zamieszkiwało 201 osób, a gęstość zaludnienia wynosiła 33 osób/km² (wśród 3020 gmin regionu Midi-Pireneje Souyeaux plasuje się na 862. miejscu pod względem liczby ludności, natomiast pod względem powierzchni na miejscu 1403.).